# Alambique

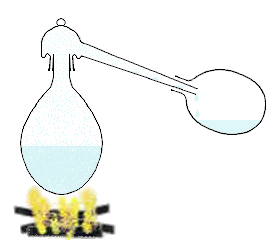
Alambique usado para destilação

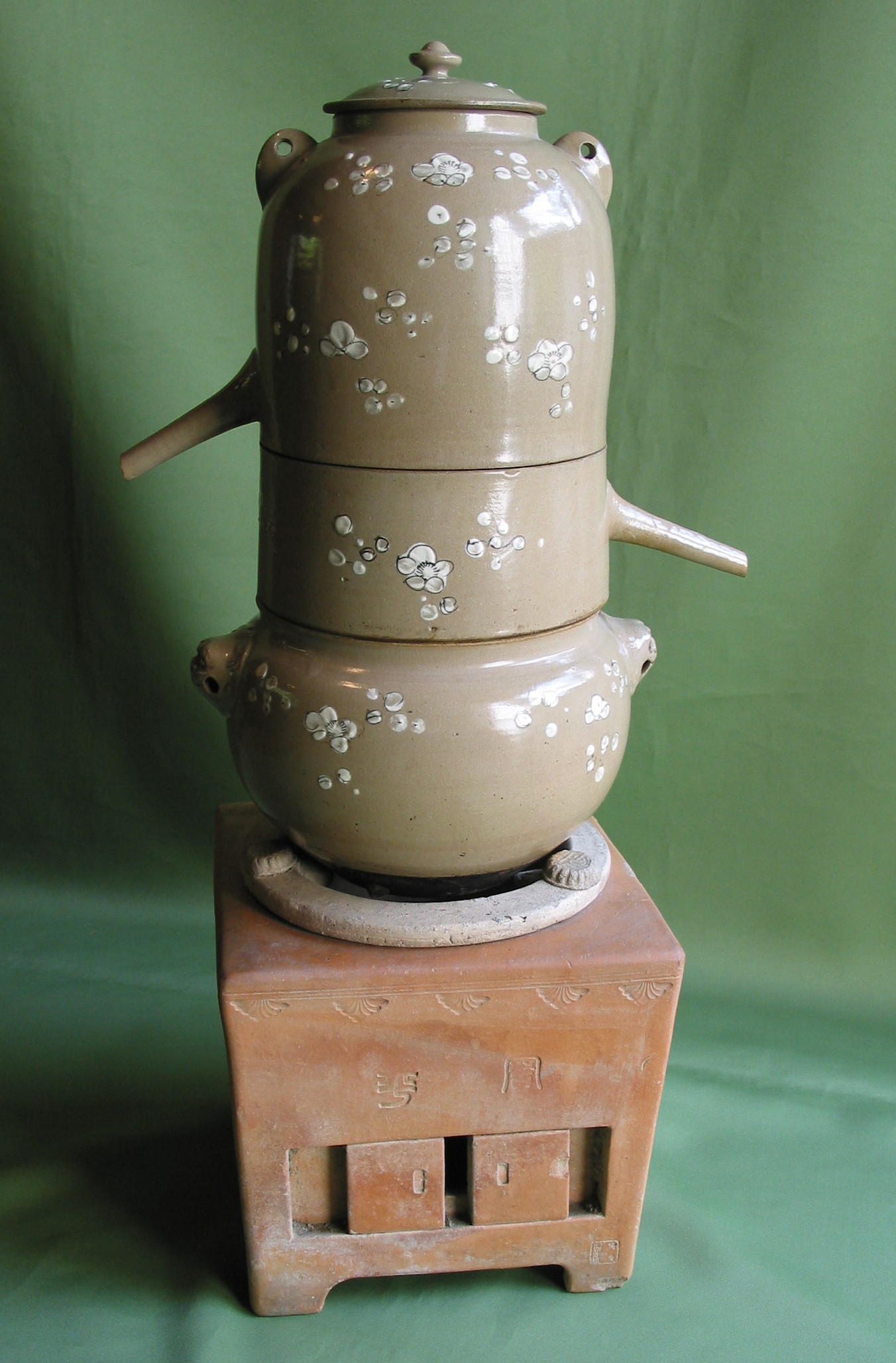
Alambique japonês (Período Edo)

O alambique (do árabe الأنبيق, transl. al-anbiq, por sua vez do grego ambix, ambikon, possivelmente derivado do semítico) é um equipamento usado na destilação de várias bebidas alcoólicas, óleos essenciais, incluindo a aguardente vínica, o bagaço e a cachaça. Baseado no processo de destilação simples, foi usado em tempos remotos na alquimia.
O alambique é formado por uma caldeira conectada, por um tubo, a uma serpentina de resfriamento, ao fundo da qual se recolhe o destilado.
Embora o alambique tradicional seja feito de cobre, também existem em vidro.

## Na destilação de bebidas alcoólicas

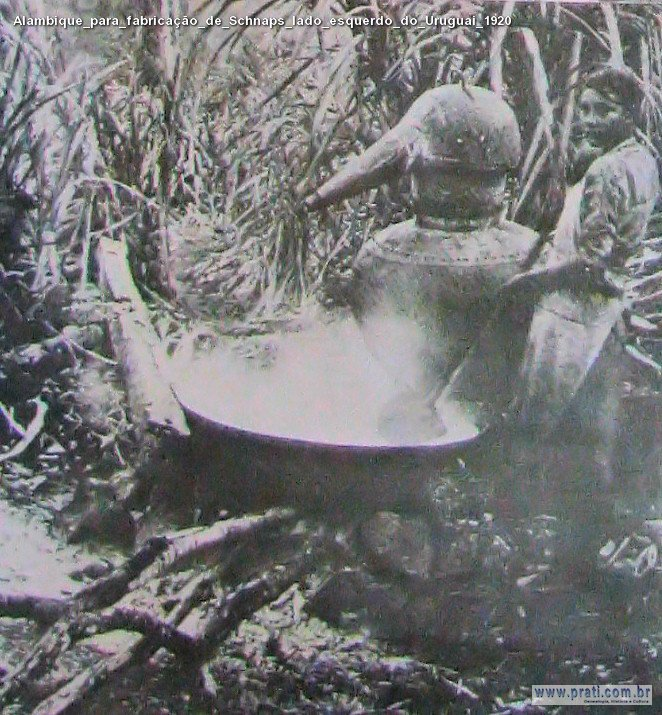
Alambique na fabricação de schnapps, década de 1920.

Desde a idade média, o alambique é utilizado na destilação de bebidas alcoólicas a partir do mosto fermentado (bagaço ou aguardente bagaceira), do vinho (aguardentes vínicas), de cereais fermentados (uísque, vodca, saqué, a genebra). Com a descoberta do novo mundo e o início da produção de açúcar de cana, começaram a ser desenvolvidos destilados com resíduos da produção  já no século XVII. No Brasil foi chamado aguardente da terra, depois aguardente de cana e depois cachaça, rum nas colônias britânicas, tafia nas francesas e aguardiente de caña nas espanholas. O primeiro alambique que surgiu nas costas brasileiras foi em 1590 e estava a bordo do navio do pirata inglês Richard Hawkins, onde era utilizado para destilar água do mar.

## Na química
O alambique de aço inox é usado na destilação de compostos voláteis. Tem por funções a separação de líquidos com diferentes graus de ebulição. É ainda utilizado na destilação de perfumes e licores. Também é utilizado por indústrias boticárias, para a elaboração dos óleos essenciais, muito usados em perfumes e aromatizantes.